# نجمة الحياة
نجمة الحياة هي رمز يُستخدم للدلالة على الخدمات الطبية الطارئة. تتميز بشكل نجمة سداسية زرقاء محاطة بحدود بيضاء في مركزها عصا أسقليبيوس، الرمز التقليدي للطب. تظهر نجمة الحياة على سيارات الإسعاف، وزي المتخصصين في المجال الطبي، وعلى معدات الطوارئ والإسعافات الأولية. الرمز الموجود على المصاعد يُشير إلى أنها واسعة بما يكفي لاستيعاب نقالة. وأحيانًا تُستخدم الأساور الطبية هذا الرمز للإشارة إلى وجود حالة طبية يجب أن تكون الخدمات الطارئة على علم بها.

## التاريخ
رمز نجمة الحياة في الاصل صمم من جمعية الصحة الأمريكية الجمعية الطبية الأمريكية (AMA) في عام 1963كرمز إلى هوية الصحة العالمية، الرمز. لم يتم تسجيله كعلامة تجارية أو يتم حفظ حقوق النشر به، الرمز تم تشجيعه من قبل الصليب الأحمر الأمريكي (ARC) وبسرعة تم تبنيه في جميع انحاء العالم كرمز للخدمات الطبية الطارئة.
في عام 1970، عندما قامت لجنة جمعية الصحة الأمريكية المعينة بالخدمات الطبية الطارئة بتشكيل السجل الوطني للخدمات الطبية الطارئه (NREMT) جمعية الصحة الأمريكية اختارت رمز نجمة الحياة كشعار منظمة ورمز ليتم استخدامها للأشخاص المكلفين في الخدمات الطبية الطارئة العالمية.
في عام 1973، السجل الوطني للخدمات الطبية الطارئة تقدمت بطلب تسجيل شعار نجمة الحياة كعلامة تجارية، تم منح العلامة التجارية إلى الولايات المتحدة في عام 1975 وبقي كجزء من العلامة التجارية للسجل الوطني للخدمات الطبية الطارئة.
قبل تطوير رمز نجمة الحياة، سيارة الإسعاف الأمريكية الأكثر شيوعا كانت مصممة مع وجود صليب باللون البرتقالي على خليفة المربعة للسيارة، في عام 1973 جمعية الصليب الاحمر الأمريكي اشتكت انه الصليب البرتقالي يشبه بشكل وثيق شعارهم الصليب الاحمر على الخلفية البيضاء، استخدامها أصبح مقيد من قبل اتفاقية جنيف.اتفاقيات جنيف
د. داوسون ميلز رئيس فرع خدمة البريد السريع، الإدارة الوطنية للسلامة على الطرقات السريعة في الولايات الإدارة الوطنية للسلامة على الطرق السريعة المتحدة الأمريكية طلب من السجل الوطني للخدمات الطبية الطارئة الحصول على اذن توسيع استخدام رمز نجمة الحياة كالمعرف الوطني لخدمات الطوارئ الطبية في الولايات المتحدة الأمريكية.
ليو شوارتز رئيس فرع الخدمات الطبية الطارئة، في الادراة الوطنية للسلامة على الطرقات السريعة في الولايات الإدارة الوطنية للسلامة على الطرق السريعة
المتحدة، عدل نجمة الحياة باضافة ستة مهمات رئيسية للخدمات الطبية الطارئة وتغيير اللون الازرق.
بحجم الحياة الازرق الموصي باتخاذه من قبل قسم الصحة الأمريكية، التعليم والرعاية في تاريخ 25/10/1973، وعلامة تجارية في تاريخ 1/2/1977باسم الإدارة الوطنية للسلامة على الطرقات السريعة
(رقم التسجيل (1058022).

## الرمز

معاني الشعار

الفروع الستة للنجمة تمثل ستة مهام رئيسية تنفذ من قبل رجال الإنقاذ خلال سلسلة الطوارئ:
1. الكشف: أول المنقذين في الحدث عادة ما يكون مدنيون غير مدريبن أو اولئك المتورطين في الحادث، يلاحظون الحدث، يفهمون المشكلة، يحددون المخاطر التي تحيط بهم وبالاخرين، ويتخدون الاجراءات المناسبة ليتأكدون من سلامتهم في الحدث (بيئي، كهربائي، كيميائي، اشعاع، إلى اخره)
2. الإبلاغ: ليتم الاتصال من اجل المساعة المهنية ويتم التواصل مع الضحية، ويتم إرسال الطوارئ الطبية.
3. الاستجابة الإسعافات الأوَّلية: المصدر الأول يقدم أول دعم والعناية الفورية إلى حد استطاعتهم
4. العناية في الموقع: طاقم الخدمات الطبية الطارئه تصل وتقدم العناية الفورية إلى حد استطاعتهم في الموقع. 5-العناية في الطريق: طاقم الخدمات الطبية الطارئة تعمل على نقل المريض إلى المستشفى المستشفى عبر سيارة الإسعاف أو هليكوبتر للعناية الخاصة ويقدمون العناية الطبية خلال نقل المريض.
5. النقل إلى العناية النهائية: عناية متخصصة مناسبة يتم تقديمها في المستشفى.